# روبرتو بالادو
روبرتو بالادو (15 فبراير 1969 – 2 يوليو 1994) هو ملاكم كوبي راحل، مثّل بلاده في الألعاب الأولمبية الصيفية 1992 وحقق الميدالية الذهبية في فئة الوزن الثقيل السوبر.

## روابط خارجية
روبرتو بالادو على موقع بوكس ريك (الإنجليزية) (registration required)
- روبرتو بالادو على موقع أوليمبيديا (الإنجليزية)